# ادی مک‌کلرگ
ادی مک‌کلرگ (انگلیسی: Edie McClurg؛ زادهٔ ۲۳ ژوئیهٔ ۱۹۴۵) یک بازیگر سینما، هنرپیشه، و صدا پیشه اهل ایالات متحده آمریکا است. وی از سال ۱۹۷۶ میلادی تاکنون مشغول فعالیت بوده‌است.
از فیلم‌ها یا برنامه‌های تلویزیونی که وی در آن نقش داشته است می‌توان به روز تعطیل فریس بولر، قاتلین بالفطره، فلابر، ون وایلدر، او یک بچه دارد، سوی موفرفری، قطع کردن و دیکی رابرتس اشاره کرد.